# 銃殺 (映画)
「銃殺」(原題:King and Country)は1964年にイギリスで製作・公開された戦争映画である。ジョゼフ・ロージーが監督を務め、モノクロで撮影。ジェームズ・ランズデール・ハドソンの小説をもとに脚色された。

## 概要
第一次世界大戦の最中、パッシェンデール駐屯中に戦線から脱走した罪に問われているイギリス陸軍兵士アーサー・ハンプはハーグリーヴズ大尉によって弁護されることになった。志願兵で同僚の中では唯一の生き残りになったハンプは「ただ歩きたくて」戦線離脱した、と繰り返しハーグリーヴズに主張する。元々脱走兵は速やかに処すべきという信条を持つハーグリーヴズはハンプの愚直な主張に忍耐を強いられるが、懇々と当時の心情を説明するハンプに段々と間近で戦っている兵士の気持ちに共感していった。そして来る裁判に向けてハーグリーヴズは、ハンプの無罪判決のために作戦を練っていく。

## キャスト
- ダーク・ボガード－チャールズ・ハーグリーヴズ
- トム・コートネイ－アーサー・ハンプ
- レオ・マッカーン－オサリヴァン
- バリー・フォスター－ジャック・ウェッブ

## 受賞
- 1964年 ヴェネツィア国際映画祭 男優賞受賞 (トム・コートネイ)
- 1964年 ヴェネツィア国際映画祭 金獅子賞ノミネート
- 1965年 英国アカデミー賞 作品賞ノミネート